# Траян Стеловски
Траян Стеловски е гръцки комунист.

## Биография
Роден е в 1920 година в леринското село Попължани, Гърция. Учи в земеделското училище в Кайляри. В 1945 година става член на Комунистическата партия на Гърция. се в комунистическото съпротивително движение по време на окупацията през Втората световна война. В 1945 година става член и активист на Славяномакедонския народоосвободителен фронт. Загива в Гражданската война заедно с Павле Майровчев, Кръсте Кираджиев, Тодор Тръпчевски и София Джогоманова на 2 юли 1946 година.